# Aleksandǎr Delčev
Aleksandǎr Petkov Delčev (bulg. Александър Петков Делчев; Sofia, 15 luglio 1971) è uno scacchista bulgaro, Grande maestro.
Ha vinto per quattro volte il Campionato bulgaro nel 1994, 1996, 2001 e 2019.
Ha partecipato con la Bulgaria a otto Olimpiadi degli scacchi dal 1994 al 2012, con il risultato complessivo di +36 =34 –12 (64,6%). Ha vinto la medaglia d'argento individuale in 4a scacchiera alle Olimpiadi di Dresda 2008.
Tra i migliori risultati di torneo:
- 1992:  vince ad Aalborg il Campionato europeo juniores 1991/92;
- 2001:  vince i tornei di Hyères e Nizza;
- 2002:  vince i tornei di Teramo ed Imperia;
- 2003:  vince gli open di Linares, Albacete, Genova e Porto San Giorgio;
- 2005:  vince il 47º Torneo di Capodanno di Reggio Emilia 2004/05 e l'open di Bad Wiessee;
- 2007:  vince l'Open Masters di Benidorm e il campionato open della Croazia.

Ha raggiunto il massimo rating nell'ottobre 2005, con 2.669 punti Elo, 36º al mondo e 2° in Bulgaria.